# Boubacar Boris Diop
Boubacar Boris Diop (Dacar, 26 de outubro de 1946) é um escritor, jornalista e roteirista senegalês. Em 2000, recebeu o Grande Prêmio Literário da África Negra pelo conjunto de sua obra.

## Biografia
Romancista, ensaísta, dramaturgo e roteirista, Boubacar Boris Diop também foi o diretor do jornal Le Matin do Senegal. Ele desenvolveu uma importante carreira jornalística desde o final dos anos 1970 até o início dos anos 1990. Em 1998, em conjunto com outros dez escritores africanos, participou do projeto de produção escrita sobre o Genocídio dos Tutsi em Ruanda conhecido como "Rwanda: écrire par devoir de mémoire". A partir dessa experiência resulta seu romance, Murambi, le livre des ossements, publicado em 2000 e depois em uma versão ampliada em 2011.
Em janeiro de 2020, Diop e cerca de cinquenta intelectuais publicaram um comunicado pedindo a abertura de um debate "popular e inclusivo" em torno da reforma do Franco CFA em andamento, lembrando que a questão da moeda é fundamentalmente política e que a resposta não podia ser apenas técnica.
Nos últimos anos, embarcou na revalorização das línguas nacionais africanas, publicando romances em uolofe (Doomi Golo e Bàmmeelu Kocc Barma) e criando uma editora que publica textos escritos em línguas africanas. Nesta mesma linha, criou o jornal online Defuwaxu.com que é o primeiro site de informações gerais dedicado ao idioma uolofe.

## Obras

### Romances
- Kaveena, Philippe Rey, 2006.
- L'Impossible innocence, Philippe Rey, 2004.
- Doomi Golo, romance em língua uolofe, éditions Papyrys, 2003 (em francês: Les Petits de la guenon, éditions Philippe Rey, 2009).
- Murambi, Le livre des ossements, Stock, 2000.
- L'Europe, vues d'Afrique, livro de contos, vários autores, Le Figuier.
- Le Cavalier et son ombre, Stock Paris, 1997, Price Tropiques 1997.
- Les Traces de la meute, éditions l'Harmattan Paris 1993.
- Les Tambours de la mémoire, Nathan Paris, 1987, reedição L'Harmattan, 1990, Grand Price de la République du Sénégal pour les Lettres, 1990.
- Le Temps de Tamango, seguindo Thiaroye, terre rouge, (teatro) 1ª edição Harmattan Paris 1981, Price Bureau Sénégalais du Droit d'Auteurs 1984. Traduzida para o Italiano. Re-edition Le Serpent à Plumes, 2002.

### Ensaios
- Négrophobie, com Odile Tobner e François-Xavier Verschave, Ed. Les Arènes, 2005.
- L'Afrique au secours de l'Occident, prefácio do livro por Anne-Cécile Robert, Ed. de l'Atelier
- Le Temps des aveux, Labor, Belgique 1993, coleção de textos sobre o tema Ecriture et démocratie (escrita e democracia)

### Peças
- Thiaroye terre rouge, L'Harmattan 1981 (com Le Temps de Tamango).
- Grandakar-Usine, co-escrito com o diretor senegalês Oumar Ndao, tem sido amplamente realizada na África subsaariana e no Magrebe.

#### Textos políticos
- Nicholas Sarkozy’s Unacceptable, 2008.  Discurso por Boubacar Boris Diop (Trans. do Francês por Wandia Njoya).
- Ivory Coast: colonial adventure, By Boubacar Boris Diop. Le Monde Diplomatique, April 2005.
- LE SENEGAL ENTRE CHEIKH ANTA DIOP ET SENGHOR Boubacar Boris Diop, 2005.
- Boubacar Boris Diop (Journaliste écrivain) : Les parents pauvres des médias[ligação inativa]. The PANOS Institute of West Africa, 2002.
- Boubacar Boris Diop, Dakar Noir .  Transition - Issue 87 (Volume 10, Number 3), 2001, pp. 90–107.
- The new wretched of the earth nos exclaves espanhóis de Ceuta e Melilla em signandsight.com.